# 21A busz (Sopron)
A soproni 21A jelzésű autóbusz Ágfalvi úti lakótelep és Lackner Kristóf utca, autóbusz-állomás végállomások között közlekedett.

## Története
A 21A busz a 21-es busz betétjárataként a Lackner Kristóf utcától a Baross úton át az Ágfalvi úti lakótelepig közlekedett. 2001. június 10-től mindkét járat a Baross út helyett a Bánfalvi úton keresztül közlekedik. 2002. június 16-tól a 21-es busz végállomása a GYSEV pályaudvartól a Lackner Kristóf utcához helyeződik át, emiatt megszűnt a 21A busz.
2016. december 12-től a 21-es buszok betétjárataként hétköznap reggelente újra közlekedik a 21A jelzésű busz, amely abban különbözött az alapjárattól, hogy nem az autóbusz-állomásra, hanem annak Lackner Kristóf utcai megállójába érkezett meg, valamint ez nem egy Ágfalva felől érkező helyközi busz volt, valamint csak egy irányba közlekedett, és a Kossuth Lajos utca, villanyóra megálló helyett a Táncsics Mihály utca, templom megállóban állt meg. A járat elindításával egy 16-os buszt váltottak ki vissza irányban.
 2022. október 22-től Sopron város önkormányzatának döntése alapján, az energiaválság következtében jelentős menetrendi változások és járatritkítások léptek érvénybe. A módosítások értelmében a 16-os és 21A jelzésű buszok a továbbiakban nem közlekednek.

## Közlekedés
A vonalon Ikarus 260, Ikarus 280, Ikarus 415, Credo BC 11, Credo BN 12, Credo BN 18, Rába Premier 091, Mercedes-Benz Citaro, Mercedes-Benz Citaro G és MAN Lion’s City típusú járművek közlekedtek.
 Az autóbusz csak munkanapokon reggel közlekedett 1 alkalommal.

## Útvonal
| Ágfalvi úti lakótelep → Lackner Kristóf utca, autóbusz-állomás |
| --- |
| Ágfalvi úti lakótelep végállomás – Ágfalvi út – Kelénpataki utca – Heimler Károly utca – Kertvárosi utca – Ágfalvi út – Bánfalvi út – Kossuth Lajos utca – Táncsics Mihály utca – Selmeci utca – Lackner Kristóf utca – Lackner Kristóf utca, autóbusz-állomás végállomás |

## Megállóhelyek
| Távolság (km) | Idő (perc) | Megállóhely neve / korábbi neve(i)                     | Átszállási lehetőségek a 2022. október 21-ig érvényes menetrend szerint                                                                                            | Fontosabb nevezetességek, helyek, áruházak és intézmények a közelben                                            |
| ------------- | ---------- | ------------------------------------------------------ | --- | --- |
| 0             | 0          | Ágfalvi úti lakótelep                                  | 4, 16, 21, 22 | |
| 0,7           | 2          | Berkenye utca                                          | 4, 16, 21, 22 | |
| 0,9           | 3          | Öntöde utca Ágfalvi út, vasöntöde                      | 4, 16, 21, 22 | |
| 1,4           | 4          | Ágfalvi út, Besenyő utca Besenyő utca                  | 21, 22 | Aldi áruház |
| 1,8           | 6          | Bánfalvi út, Falco kft.                                | 3, 21, 22 | Lidl áruház Spar szupermarket                                                                                   |
| 2,6           | 7          | Kossuth Lajos utca, Vadász utca Kossuth Lajos utca 20. | 3, 4, 16, 21, 22 | Sopron-Déli pályaudvar Sopron vármegye Makett és Emlékpark                                                      |
| 3,0           | 8          | Táncsics utca, templom Táncsics utca 4.                | 3, 4, 11, 11A, 16, 17, 21, 22, 27Y | Jézus Szíve templom Soproni SZC Vendéglátó, Kereskedelmi Technikum és Kollégium SOE Benedek Elek Pedagógiai Kar |
| 3,9           | 9          | Lackner Kristóf utca, autóbusz-állomás                 | 1, 2, 3, 3Y, 4, 5, 5A, 5B, 5T, 5Y, 6, 7, 7A, 7B, 8, 10, 10Y, 11Y, 12, 12A, 13, 13B, 14, 14B, 16, 17, 20, 21, 27, 27B, 32, 33 Helyközi és távolsági autóbuszjáratok | Soproni autóbusz-állomás Soproni Rendőrkapitányság Káposztás utcai Stadion INTERSPAR áruház Vásárcsarnok        |